# 제주서중학교
제주서중학교(濟州西中學校)는 대한민국 제주특별자치도 제주시 연동에 있는 공립 중학교이다.

## 학교 연혁
- 1983년 11월 21일 : 제주서중학교 24학급 설립 인가
- 1984년 3월 23일 : 개교
- 1998년 3월 1일 : 제주도교육청 지정 외국어 교육 시범학교 운영
- 1999년 3월 1일 : 교육부 지정 열린 교육 시범학교 운영
- 2006년 9월 6일 : 학교 신축 이설
- 2007년 1월 6일 : 2007학년도 학교 숲 시범학교 운영(산림청)
- 2007년 3월 1일 : 교육부 지정 학교 상담망 구축 정책 연구학교 운영(2개년)
- 2007년 9월 6일 : 다목적 강당(급식소, 체육관) 신축
- 2010년 3월 1일 : 교육과학 기술부 요청 영어(B-2 type) 특성화 교과교실제 시범 연구 정책연구학교 운영(3개년)
- 2015년 3월 1일 : 37(특수2)학급 편성
- 2023년 3월 31일 : 제주서중학교 여자축구부 창단
- 2023년 9월 1일 : 제21대 교장 강문식 선생 부임
- 2023년 12월 1일 : 모듈러교실(6실) 설치
- 2024년 1월 4일 : 제38회 졸업(385명 졸업, 총 졸업생 17,017명)
- 2024년 3월 28일 : 공간혁신사업 운영학교 선정
- 2025년 3월 1일 : 학교 공간혁신사업 준공
- 2025년 3월 4일 : 입학(신입생 417명 남 167명, 여 250명)

## 참고 자료
- 제주서중학교 - 한국교육학술정보원 학교알리미